# Fritz Honka
Fritz Honka (ur. 31 lipca 1935 w Lipsku, zm. 19 października 1998 w Hamburgu) – niemiecki seryjny morderca zwany Rozpruwaczem z Hamburga. W latach 1970–1975 brutalnie zamordował w Hamburgu cztery prostytutki. Ich ciała przechowywał w swoim domu.
Honka miał problemy w kontaktach z kobietami ze względu na swój wygląd – był niewysoki (165 cm), miał płaski nos i duże braki w uzębieniu. Z tych powodów jego kontakty seksualne były ograniczone wyłącznie do spotkań z prostytutkami. Zamordował cztery z nich w małym pokoju na poddaszu w swoim domu przy Zeißstraße 74 w Ottensen, dzielnicy Hamburga. Ze względu na swoje lenistwo, przechowywał zwłoki kobiet w mieszkaniu, w beczkach z alkoholem. Gdy sąsiedzi narzekali na odór wydobywający się z jego domu, ten pryskał wszystkie pomieszczenia tanimi dezodorantami.
17 lipca 1975 roku w domu Honki wybuchł pożar. Po ugaszeniu domu strażacy znaleźli w nim szczątki kobiet. Sam Honka w czasie pożaru pracował na nocnej zmianie jako strażnik. Gdy tylko wrócił do domu, został aresztowany. Podczas przesłuchania przyznał się do wszystkich morderstw. Sąd w Hamburgu skazał go na karę dożywocia.
W 1993 roku Honka został zwolniony z więzienia. Zmienił też nazwisko na Peter Jensen. Zmarł w szpitalu w Hamburgu w październiku 1998 roku.

## Ofiary Honki
| Lp. | Ofiara          | Wiek | Data          |
| --- | --------------- | ---- | ------------- |
| 1.  | Gertraud Bräuer | 42   | Grudzień 1970 |
| 2.  | Anna Beuschel   | 54   | Sierpień 1974 |
| 3.  | Frieda Roblick  | 57   | Grudzień 1974 |
| 4.  | Ruth Schult     | 52   | Styczeń 1975  |